# TeX Users Group
Il TEX Users Group (TUG) è un gruppo di persone accomunate dalla passione per TEX e sistemi di composizione tipografica derivati (LATEX, ConTeXt, ecc.). 
Lo scopo di tali associazioni è di diffondere l'uso di questi linguaggi e dei programmi correlati, fornendo supporto alla comunità.
Ogni TUG ha una propria gestione interna ed amministrazione e organizza annualmente una o più attività finalizzate agli obiettivi associativi.